# SlackBuilds.org
SlackBuilds.org — сайт-репозиторий с коллекцией неофициальных скриптов SlackBuild для сборки пакетов программ к дистрибутиву Linux Slackware. Скрипты сайта SlackBuilds.org предназначены для самостоятельной компиляции и сборки пакетов программ, которые отсутствуют в официальных репозиториях Slackware.
С помощью скриптов SlackBuild собираются пакеты из официальных репозиториев Slackware.
Разработчики скриптов также помогают в работе над новыми версиями Slackware.

## Описание
На сайте SlackBuilds.org размещаются только сами скрипты для сборки. Ссылка на архив с исходными кодами, с соответствующей версией собираемой в пакет программы, указана на странице скрипта или в файле .info в архиве со скриптом SlackBuild или хранилище SlackBuilds.org.
Скрипты SlackBuild представляют собой текстовые файлы со сценарием сборки, написанным на языке командной оболочки UNIX Bash.
Скрипты SlackBuild не проверяют и не разрешают программные зависимости собираемых пакетов — это необходимо делать пользователю самостоятельно. Иногда, основные зависимости собираемого пакета указаны в файле README. Во время сборки, в терминале отображаются различные сообщения, в том числе, об отсутствующих зависимостях.

## Описание файлов
В архиве со скриптом или в каталоге со скриптом в хранилище SlackBuilds.org находятся файлы:
Основные
- .SlackBuild (расширение) — скрипт SlackBuild.
- .info — источник архива с исходными кодами собираемой программы.
- README — информация с описанием программы, о зависимостях и других особенностях сборки.
- slack-desc — файл с описанием программы, включаемый в собираемый пакет.

Дополнительные
- doinst.sh — файл, включаемый в собираемый пакет, со сценарием (на языке Bash) выполняемых во время его установки действий.
- Патчи и др.

## Прикладные программы
Для автоматизации использования скриптов сайта SlackBuilds.org, существуют различные программы:
- Slapt-src[4] с графическим интерфейсом Sourcery[5].
- Sbopkg[6].